# Hiroshima Electric Railway
Hiroshima Electric Railway Co., Ltd. (広島電鉄株式会社 Hiroshima Dentesu Kabushiki-gaisha?) es una empresa japonesa con sede en la ciudad de Hiroshima, que opera tranvías y autobuses en el este de la prefectura de Hiroshima, Japón. El nombre de la empresa es también conocido por su abreviación, Hiroden (広電 Hiro-den?).

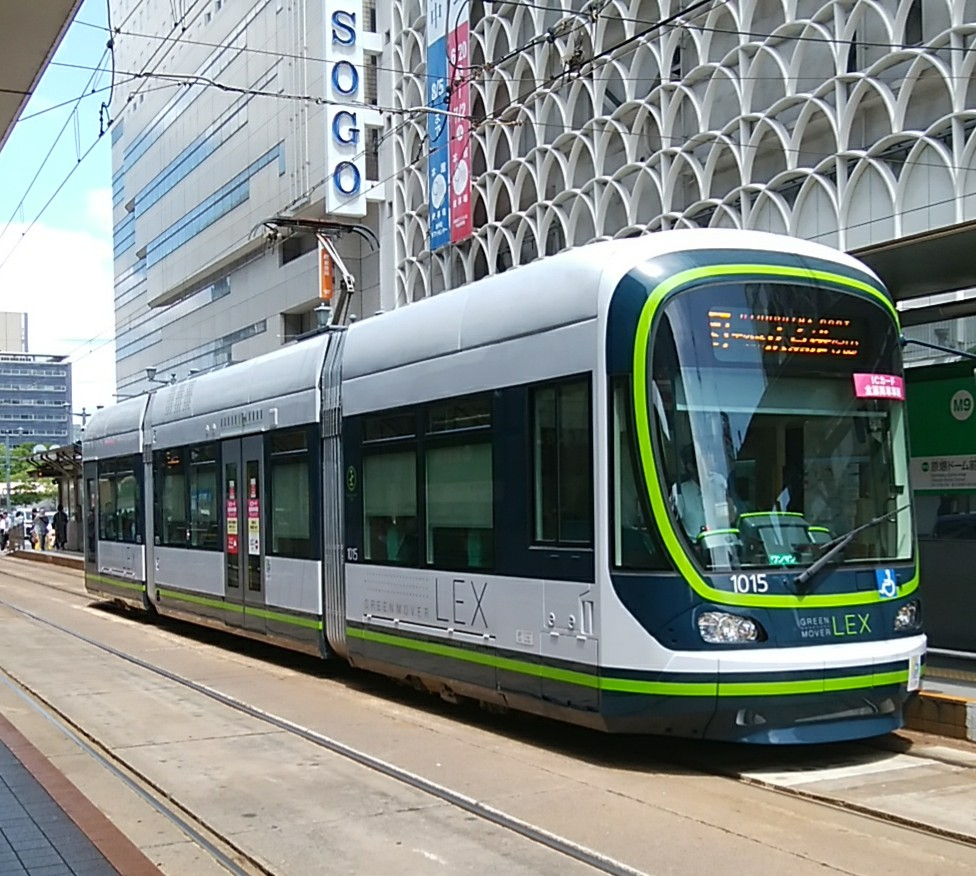
Tranvía de Hiroden en la estación Kamiya-chō del Oeste

La red de tranvía Hiroden es el sistema de tranvías más utilizado en Japón (aproximadamente 149,000 pasajeros cada día).

## Historia
- El contenido de esta sección en general se basa en la página oficial de la empresa.[2]

### EraMeiji(-1912) yTaishō(1912-26)
Yoshigoro Obayashi (大林芳五郎 1864-1916), quien nació en Osaka y estableció la base de Ōbayashi-gumi (大林組), en 1910 fundó una compañía para construir la vía férrea en la ciudad de Hiroshima. Con apoyo del ayuntamiento, esta empresa, Hiroshima Denki Kidō (広島電気軌道), inauguró tres líneas de tranvía en el 23 de noviembre de 1912. Las tres líneas en el momento de la inauguración fueron: Estación de Hiroshima - Puente Aioi (actual parada de la Cúpula de la Bomba Atómica); Kamiya-cho - Puente Miyuki; Hatchobori - Hakushima. Éstas, respectivamente, equivalen a las actuales línea 2, 1, 9. 
La primera línea, actual línea 2, un mes después se extendió hasta Estación de Nishi-Hiroshima. En cuanto a la línea 1, la operación de la línea Puente Miyuki - Puerto de Hiroshima inició en 1916, aunque los pasajeros tenían que cruzar el puente a pie, ya que no podían colocar la vía sobre el puente. La línea Honkawa-cho - Estación de Yokogawa, que hoy se conoce como parte de línea 7, fue construido en 1918, el año en el que se fusionó la empresa con Hiroshima Gas (広島瓦斯) y cambió el nombre a Hiroshima Gas Denki (広島瓦斯電軌). Dos años después, se acabó la construcción de un puente especial para tranvías en lugar del antiguo Puente Miyuki, lo cual hizo posible la conexión entre las dos líneas, y así se completó la línea 1 que hoy en día se conoce. Las líneas que hasta este momento se habían cumplido se llaman las líneas intra-ciudad (市内線 Shinai-sen; para información véase más abajo).

### EraShōwa, antes de laSGM(1926-45)
La operación de la línea Miyajima (宮島線 Miyajima-sen, o la línea extra-ciudad) comenzó parcialmente en 1923, y fue en el año 1931 que se finalizó la construcción hasta el actual terminal la estación de Miyajima-guchi, desde la cual se opera el "ferry" hasta la isla Itsukushima (Miyajima significa "la isla (島) de santuario (宮)", y es la palabra empleada en Hiroshima para mencionar a Itsukushima). Esta línea extra-ciudad fue construido como vía férrea de uso exclusivo, mientras que las líneas intra-ciudad eran y son operadas con tranvías.
En la ciudad de Hiroshima el servicio regular de autobuses comenzó en 1928. La Hiroshima Gas Denki, que consideró la red de autobuses como rival potencial, en 1938 adquirió una empresa de autobuses Hiroshima Noriai Jidōsha (広島乗合自動車) y así inició su negocio automovilístico. 
Durante la Segunda Guerra Mundial, el ejército japonés exigió, para facilitar el transporte militar, las líneas que conectaran directamente las estaciones de ferrocarril y las bases navales; por lo cual se construyeron otras dos líneas de intra-ciudad: la línea Hijiyama (Estación de Hiroshima - Puerto de Hiroshima, que no pasa por el centro de la ciudad (como línea 1) sino toma la ruta más directa) y la línea Eba (Estación de Yokogawa - Eba). Éstas son actualmente conocidas como líneas 5 y 6. Para facilitar el control del proyecto, el ejército dividió la compañía entre dos empresas, y una de ellas fue Hiroshima Dentetsu, o Hiroshima Electric Railway. La red férrea y de tranvía sufrió un gran daño por el bombardeo atómico en el 6 de agosto de 1945, y se estropearon o destruyeron 108 de los 123 vagones que poseía la empresa; no obstante, con ayuda del ayuntamiento y del ejército, se reanudó la operación el 9 de agosto, aunque fuera parcialmente. 

#### Los trenes de serie 650

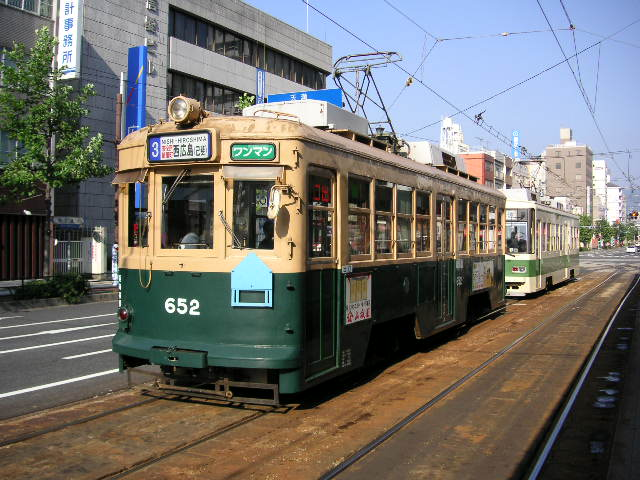
El tren 652, uno de los trenes que sufrieron el bombardeo atómico pero que hasta hoy siguen activos

Los cuatro trenes de serie 650, concretamente de número 651 a 654, son los que fueron bombardeados en el 6 de agosto de 1945, pero que siguen activos hasta hoy en día. Hoy el 654 es exhibido en el Museo del Transporte de la ciudad, mientras que el 653 se ha restaurado y pintado como en aquella época y es empleado durante los actos especiales en el verano. Los otros dos, 651 y 652, se han reparado por completo y cada día corren por la ciudad justo como antes del bombardeo.

### Después de la SGM (1945-)
Durante la época de la recuperación y el crecimiento económicos de Japón, Hiroden sirvió para satisfacer la demanda creciente del desplazamiento de los ciudadanos. Ampliaron las líneas de autobuses, y el número de automóviles que poseía la empresa aumentó desde 270 en 1955 hasta 609 en 1965. En relación con las tranvías, iniciaron en 1962 la operación directa entre las líneas intra-ciudad y extra-ciudad, y fabricaron trenes de nuevos modelos para realizar operaciones más cómodas y rápidas.
En la época Heisei (1989-2019), la empresa se propuso como objetivo el convertir la red de tranvías en LRT, o Light Rail Transit, y para conseguirlo introdujeron los trenes de diseño universal, los llamados Green Mover y Green Mover Max, y llevaron a cabo las reparaciones de gran escala de las paradas Estación de Nishi-Hiroshima, Estación de Yokogawa y Puerto de Hiroshima. El desplazamiento y mejoramiento de la parada de la Estación de Hiroshima está programado en 2025, lo cual facilitará el transbordo entre los trenes de "Hiroden" y Japan Railways. Y al mismo tiempo también se inaugurará una nueva línea que circule el centro de la ciudad.

## Líneas de tranvía operadas
- El contenido de esta sección en general se basa en las páginas oficiales acerca del sistema de tranvía. Para la información actualizada, también consúltense estas enlaces.[6][7]

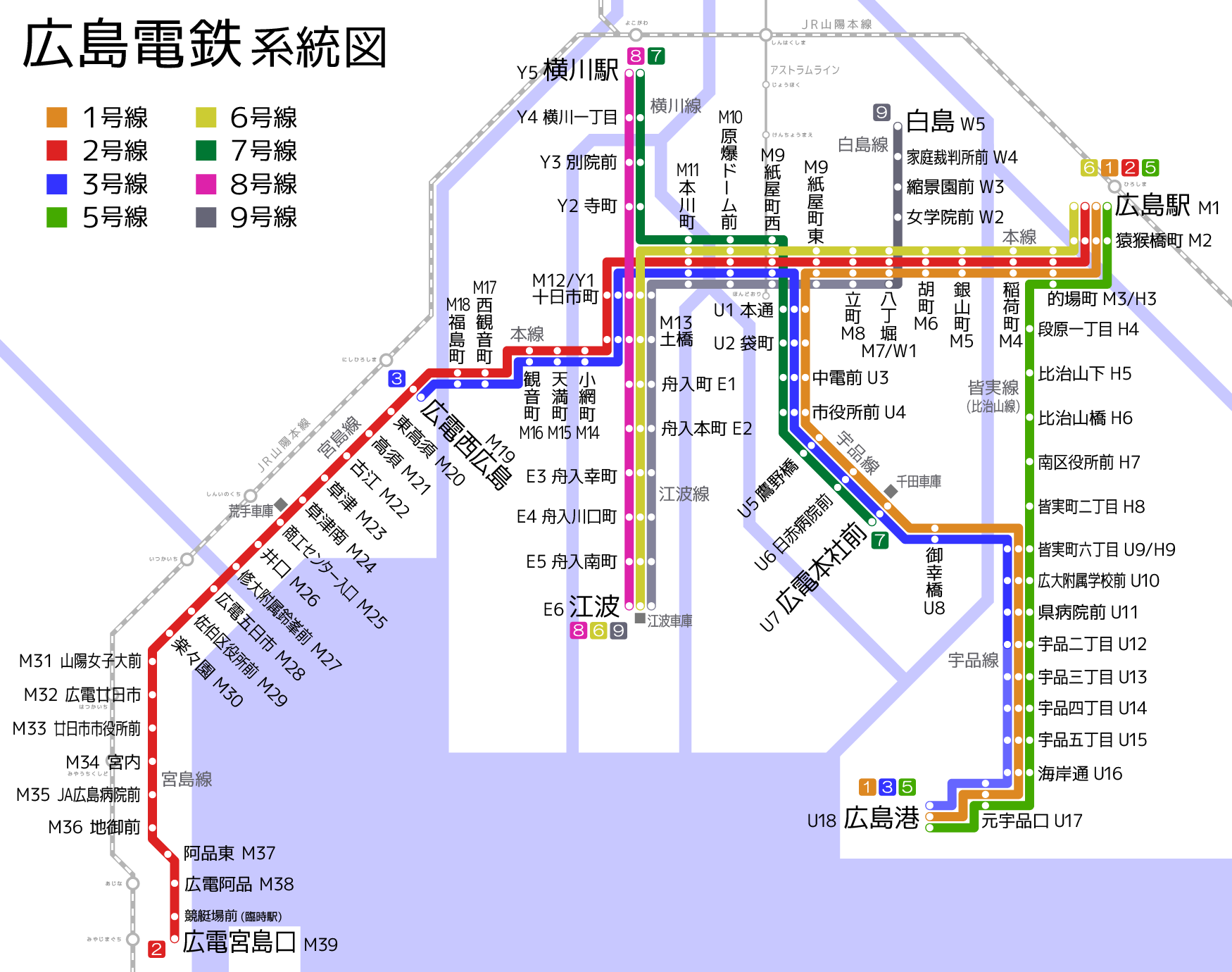
Guía de líneas, en japonés

La mayoría de las líneas no es independiente de otras, ya que en muchos casos dos o más líneas comparten la misma vía. La ruta de cada sección abajo sólo muestra las paradas de conexión entre las líneas y las terminales.

### Línea 1
El color de la línea es naranja(■).
Esta línea es también conocida como Ujina-sen (宇品線), y es una de las tres líneas (líneas 1, 2, 6) que conectan el centro de la ciudad y la Estación de Hiroshima. De estas 3 líneas, ésta es la única que va a la dirección de Hondori (本通り), o la galería comercial, y del ayuntamiento.
Número de estaciones: 27
Tiempo aproximado: 49 minutos
Ruta: Estación de Hiroshima - Matoba-cho - Hatchobori - Kamiya-cho - Sede de Hiroden - Minami-machi - Puerto de Hiroshima
Comparte las vías con:
- línea 2: Estación de Hiroshima - Kamiya-cho
- línea 3: Kamiya-cho - Puerto de Hiroshima
- línea 5: Estación de Hiroshima - Matoba-cho; Minami-machi - Puerto de Hiroshima
- línea 7: Kamiya-cho - Sede de Hiroden

### Línea 2
El color de la línea es rojo(■). 
Esta línea es la única que incluye la parte extra-ciudad. Esta parte, entre Nishi-Hiroshima y Miyajima-guchi, es conocida como Miyajima-sen (宮島線), mientras que la parte intra-ciudad, como Hon-sen (本線) o línea principal. En la parte extra-ciudad, no como las otras líneas, la tarifa varía según la distancia. Aunque es la única que conecta el centro de la ciudad y la estación de Miyajima-guchi, en la mayoría de los casos es más rápido hacer transbordo en la estación de Nishi-Hiroshima a la línea Sanyō (山陽線) de Japan Railways.
Número de estaciones: 39 (19 de intra, 21 de extra)
Tiempo aproximado: 68 minutos (34 de intra, 34 de extra)
Ruta: Estación de Hiroshima - Matoba-cho - Hatchobori - Kamiya-cho - Tokaichi-machi - Dobashi - Estación de Nishi-Hiroshima - Estación de Miyajima-guchi
Comparte las vías con:
- línea 1: Estación de Hiroshima - Kamiya-cho
- línea 3: Kamiya-cho - Estación de Nishi-Hiroshima
- línea 5: Estación de Hiroshima - Matoba-cho
- línea 6: Estación de Hiroshima - Dobashi
- línea 7: Kamiya-cho - Tokaichi-machi
- línea 8: Tokaichi-machi - Dobashi

### Línea 3
El color de la línea es azul oscuro(■).
Es la línea que conecta el área de Nishi-HIroshima y el centro de la ciudad. Hay unos trenes de los cuales la parada del origen no es el Puerto de Hiroshima, sino Ujina-2-chome, una de las paradas que hay entre el Puerto y la Minami-machi.
Número de estaciones: 29
Tiempo aproximado: 53 minutos
Ruta: Puerto de Hiroshima - Minami-machi - Sede de Hiroden - Kamiya-cho - Tokaichi-machi - Dobashi - Estación de Nishi-Hiroshima
Comparte las líneas con:
- línea 1: Puerto de Hiroshima - Kamiya-cho
- línea 2: Kamiya-cho - Estación de Nishi-Hiroshima
- línea 5: Puerto de Hiroshima - Minami-machi
- línea 6: Kamiya-cho - Dobashi
- línea 7: Sede de Hiroden - Tokaichi-machi
- línea 8: Tokaichi-machi - Dobashi

### Línea 5
El color de la línea es lima(■).
Esta línea es también conocida como Hijiyama-sen (比治山線) o Minami-sen (皆実線). La vía entre Matoba-cho y Minami-machi es de operación exclusiva de esta línea. Es la opción más rápida de ir desde la estación de Hiroshima hasta el Puerto de Hiroshima o el área de Ujina, o viceversa.
Número de estaciones: 18
Tiempo aproximado: 32 minutos
Ruta: Estación de Hiroshima - Matoba-cho - Minami-machi - Puerto de Hiroshima
Comparte las vías con:
- línea 1: Estación de Hiroshima - Matoba-cho; Minami-machi - Puerto de Hiroshima
- línea 2: Estación de Hiroshima - Matoba-cho
- línea 3: Minami-machi - Puerto de Hiroshima
- línea 6: Estación de Hiroshima - Matoba-cho

### Línea 6
El color de la línea es amarillo(■).
Esta es una de las dos líneas (líneas 6 y 8) que operan en el área de Eba. Como las líneas 1 y 2, es una de las vías que conectan la estación de Hiroshima y el centro de la ciudad.
Número de estaciones: 19
Tiempo aproximado: 38 minutos
Ruta: Estación de Hiroshima - Matoba-cho - Hatchobori - Kamiya-cho - Tokaichi-machi - Dobashi - Eba
Comparte las vías con:
- línea 1: Estación de Hiroshima - Kamiya-cho
- línea 2: Estación de Hiroshima - Dobashi
- línea 3: Kamiya-cho - Dobashi
- línea 5: Estación de Hiroshima - Matoba-cho
- línea 7: Kamiya-cho - Tokaichi-machi
- línea 8: Tokaichi-machi - Dobashi

### Línea 7
El color de la línea es verde azulado(■).
Es la línea que conecta la estación de Yokogawa y el centro de la ciudad. A diferencia de otras líneas, ésta cesa la operación en Sede de Hiroden, la única parada terminal en medio de la vía férrea. Esto se debe a que al lado de esta parada está el cochera Senda (千田車庫 Senda-shako) de Hiroden. Para continuar el viaje, hay que hacer transbordo a la línea 1 o 3.
Número de estaciones: 15
Tiempo aproximado: 27 minutos
Ruta: Sede de Hiroden - Kamiya-cho - Tokaichi-machi - Estación de Yokogawa
Comparte las vías con:
- línea 1: Sede de Hiroden - Kamiya-cho
- línea 2: Kamiya-cho - Tokaichi-machi
- línea 3: Sede de Hiroden - Tokaichi-machi
- línea 6: Kamiya-cho - Tokaichi-machi
- línea 8: Tokaichi-machi - Estación de Yokogawa

### Línea 8
El color de la línea es magenta(■).
Esta línea es también conocida como Eba-sen (江波線), y conecta la estación de Yokogawa y la parada de Eba. Es una de las dos líneas (líneas 5 y 8) que no pasan por el centro de la ciudad.
Número de estaciones: 12
Tiempo aproximado: 24 minutos
Ruta: Estación de Yokogawa - Tokaichi-machi - Dobashi - Eba
Comparte las vías con:
- línea 2: Tokaichi-machi - Dobashi
- línea 3: Tokaichi-machi - Dobashi
- línea 6: Tokaichi-machi - Eba
- línea 7: Estación de Yokogawa - Tokaichi-machi

### Línea 9
El color de la línea es gris(■).
Esta línea es también conocida como Hakushima-sen (白島線), y es la operación más corta de todas las líneas de Hiroden. También es la única que en ninguna parte comparte la vía con otra línea alguna. La distancia entre las dos terminales es 1,2km, y es solamente de 15 minutos a pie. En 2007, la cámara de comercio e industria de Hiroshima propuso la abolición de esta línea como una solución de los problemas tráficos (porque la tranvía pasa sobre la carretera). Sin embargo, entre los ciudadanos había bastantes opiniones en contra, y hasta hoy en día la propuesta no se ha considerado factible.
Número de estaciones: 5
Tiempo aproximado: 8 minutos
Ruta: Hakushima - Hatchobori

## Tarifas de tranvías

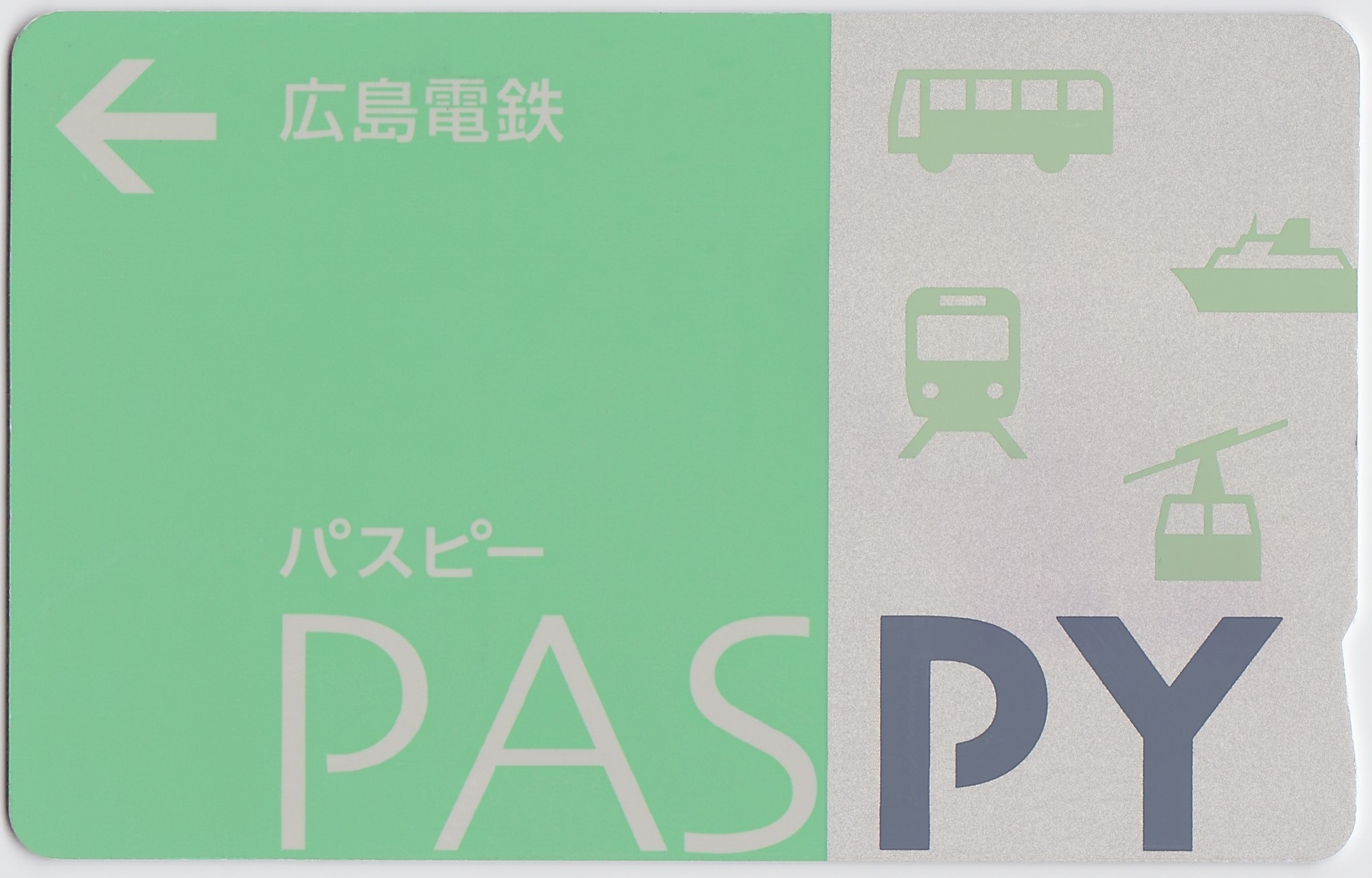
PASPY, tarjeta IC emitida por empresas del transporte de Hiroshima, incluido Hiroden

Para casi todas las líneas la tarifa es 190 yenes cada viaje, no importa la distancia. Las excepciones son: la parte extra-ciudad de la línea 2 (la tarifa varía según la distancia) y toda la línea 9 (140 yenes). Para los menores de 12 sólo la mitad de la tarifa de adultos, y los bebés menos de 1 año, sin coste.
Para los trayectos de 190 yenes, se puede "continuar" el viaje incluso después de bajar el tren, siempre que el pasajero vuelva a la misma parada donde ha bajado dentro de 60 minutos, y que no pase la misma parada más de una vez. En este caso, no se cobra la tarifa en el segundo (y tercero, cuarto, ..., bajo la misma condición) viaje. Esta opción sólo se aplica cuando el pasajero paga por tarjeta IC (Suica, Icoca, Paspy, etc.), y no en efectivo.